# Jean Ziegler
Jean Ziegler (Thun, 19 april 1934) is een Zwitsers socioloog, hoogleraar aan de universiteiten van Genève en Parijs en politicus voor de Sociaaldemocratische Partij van Zwitserland uit het kanton Genève.

## Biografie

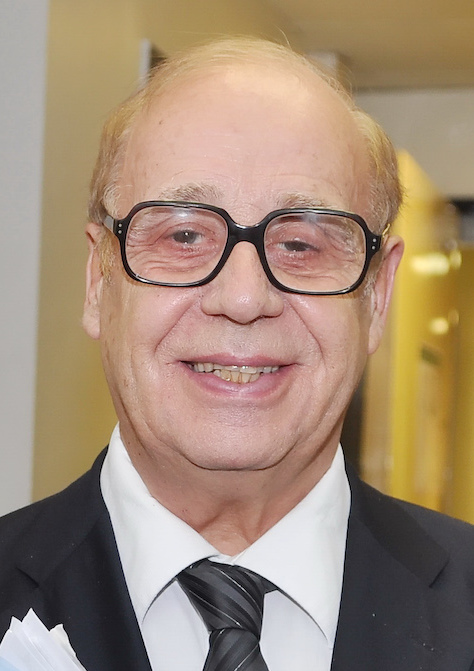
Jean Ziegler in 2009.

Vanaf de jaren vijftig behoorde hij tot de kennissenkring van Jean-Paul Sartre, Simone de Beauvoir, Edward Saïd, Claude Lanzmann, en toonde hij Ernesto Che Guevara Genève toen deze een gedelegeerde was. Van 1967 tot 1983 en van 1987 tot 1999 zetelde hij in de Nationale Raad.
Ziegler bekleedde verschillende functies bij de Verenigde Naties, vooral als speciaal rapporteur inzake het recht op voeding van de Mensenrechtenraad van de Verenigde Naties, van 2000 tot 2008.
Aan die functie hield Ziegler een morele verontwaardiging over omwille van de fatale gevolgen van ondervoeding in de wereld ("Un enfant qui meurt de faim est un enfant assassiné", “Een kind dat sterft aan ondervoeding, is een vermoord kind”).
Tot 2019 heeft Ziegler nog een mandaat als ondervoorzitter van de adviescommissie (Advisory Committee) van de Mensenrechtenraad.
Jean Ziegler schreef een groot aantal sociaal-kritische werken waarin hij zich heftig keert tegen de uitbuiting en onderdrukking vanwege het kapitalisme. Hij lokte ook controverse uit, vanwege kritische uitspraken over Zwitserse banken, de exploitatie van minerale rijkdom in Congo, en zijn vermeende associatie met vermeende dictaturen in Zimbabwe en Cuba.